# Castanopsis diversifolia
Castanopsis diversifolia är en bokväxtart som först beskrevs av Wilhelm Sulpiz Kurz, och fick sitt nu gällande namn av George King och Joseph Dalton Hooker. Castanopsis diversifolia ingår i släktet Castanopsis och familjen bokväxter. Inga underarter finns listade.